# Psephenus usingeri
Psephenus usingeri är en skalbaggsart som beskrevs av Hinton 1934. Psephenus usingeri ingår i släktet Psephenus och familjen Psephenidae. Inga underarter finns listade i Catalogue of Life.